# Jesús David Murillo Largacha
Jesús David Murillo Largacha (Cali, Valle del Cauca, Colombia; 18 de febrero de 1994) es un futbolista colombiano. Juega de lateral derecho o de defensa central y actualmente milita en el Fútbol Club Juárez de la Liga MX de México.

## Clubes
| Club                   | País           | Año                | Part | Goles |
| ---------------------- | -------------- | ------------------ | ---- | ----- |
| Independiente Medellín | Colombia       | 2012 y 2018 - 2020 | 114  | 8     |
| Deportivo Pasto        | Colombia       | 2013 - 2014        | 25   | 0     |
| Patriotas Boyacá       | Colombia       | 2015-2017          | 116  | 2     |
| Los Angeles FC         | Estados Unidos | 2020-2025          | 139  | 4     |
| FC Juárez              | México         | 2025-presente      | 10   | 1     |
| Total                  | Total          | Total              | 404  | 15    |

## Estadísticas
Actualizado al último partido disputado el 26 de agosto de 2024.
| Club | Div.          | Temporada     | Liga  | Liga  | Liga  | Copas nacionales (1) | Copas nacionales (1) | Copas nacionales (1) | Copas internacionales (2) | Copas internacionales (2) | Copas internacionales (2) | Total | Total | Total |
| Club | Div.          | Temporada     | Part. | Goles | Asis. | Part.                | Goles                | Asis.                | Part.                     | Goles                     | Asis.                     | Part. | Goles | Asis. |
| --- | ------------- | ------------- | ----- | ----- | ----- | -------------------- | -------------------- | -------------------- | ------------------------- | ------------------------- | ------------------------- | ----- | ----- | ----- |
| Independiente Medellín · Colombia | 1.ª           | 2012          | —     | —     | —     | 1                    | 0                    | 0                    | —                         | —                         | —                         | 1     | 0     | 0     |
| Independiente Medellín · Colombia | 1.ª           | 2018          | 44    | 2     | 3     | 2                    | 0                    | 0                    | 2                         | 0                         | 0                         | 48    | 2     | 3     |
| Independiente Medellín · Colombia | 1.ª           | 2019          | 37    | 2     | 2     | 8                    | 1                    | 1                    | 2                         | 1                         | 0                         | 47    | 4     | 3     |
| Independiente Medellín · Colombia | 1.ª           | 2020          | 9     | 0     | 0     | —                    | —                    | —                    | 9                         | 2                         | 0                         | 18    | 2     | 0     |
| Independiente Medellín · Colombia | Total club    | Total club    | 90    | 4     | 5     | 11                   | 1                    | 1                    | 13                        | 3                         | 0                         | 114   | 8     | 6     |
| Deportivo Pasto Colombia | 1.ª           | 2013          | 5     | 0     | 0     | 2                    | 0                    | 0                    | —                         | —                         | —                         | 7     | 0     | 0     |
| Deportivo Pasto Colombia | 1.ª           | 2014          | 14    | 0     | 0     | 4                    | 0                    | 0                    | —                         | —                         | —                         | 18    | 0     | 0     |
| Deportivo Pasto Colombia | Total club    | Total club    | 19    | 0     | 0     | 6                    | 0                    | 0                    | —                         | —                         | —                         | 25    | 0     | 0     |
| Patriotas de Boyacá Colombia | 1.ª           | 2015          | 26    | 0     | 0     | 6                    | 0                    | 0                    | —                         | —                         | —                         | 32    | 0     | 0     |
| Patriotas de Boyacá Colombia | 1.ª           | 2016          | 39    | 0     | 0     | 8                    | 0                    | 0                    | —                         | —                         | —                         | 47    | 0     | 0     |
| Patriotas de Boyacá Colombia | 1.ª           | 2017          | 26    | 1     | 1     | 8                    | 1                    | 0                    | 3                         | 0                         | 0                         | 37    | 2     | 1     |
| Patriotas de Boyacá Colombia | Total club    | Total club    | 91    | 1     | 1     | 22                   | 1                    | 0                    | 3                         | 0                         | 0                         | 116   | 2     | 1     |
| Los Ángeles F.C Estados Unidos | 1.ª           | 2020          | 6     | 0     | 1     | —                    | —                    | —                    | 3                         | 0                         | 0                         | 9     | 0     | 1     |
| Los Ángeles F.C Estados Unidos | 1.ª           | 2021          | 32    | 0     | 0     | —                    | —                    | —                    | —                         | —                         | —                         | 32    | 0     | 0     |
| Los Ángeles F.C Estados Unidos | 1.ª           | 2022          | 32    | 3     | 3     | 1                    | 0                    | 0                    | 1                         | 0                         | 0                         | 34    | 3     | 3     |
| Los Ángeles F.C Estados Unidos | 1.ª           | 2023          | 24    | 1     | 0     | —                    | —                    | —                    | 9                         | 0                         | 0                         | 33    | 1     | 0     |
| Los Ángeles F.C Estados Unidos | 1.ª           | 2024          | 22    | 0     | 0     | 2                    | 0                    | 0                    | 7                         | 0                         | 1                         | 31    | 0     | 1     |
| Los Ángeles F.C Estados Unidos | Total club    | Total club    | 116   | 4     | 4     | 3                    | 0                    | 0                    | 20                        | 0                         | 1                         | 139   | 4     | 4     |
| Total carrera | Total carrera | Total carrera | 316   | 9     | 10    | 42                   | 2                    | 1                    | 36                        | 3                         | 1                         | 394   | 14    | 11    |
| (1) Incluye datos de Copa Colombia (2012-2019) y U.S Open Cup (2022 y 2024).(2) Incluye datos de la Copa Sudamericana (2017 y 2018), Copa Libertadores (2019 y 2020), Concacaf Champions Cup (2020 y 2023) y Leagues Cup (2022 - 2024). |               |               |       |       |       |                      |                      |                      |                           |                           |                           |       |       |       |

## Palmarés

### Campeonatos nacionales
| Título                 | Club                   | País           | Año  |
| ---------------------- | ---------------------- | -------------- | ---- |
| Copa Colombia          | Independiente Medellín | Colombia       | 2019 |
| MLS Supporters' Shield | Los Angeles FC         | Estados Unidos | 2022 |
| MLS Conferencia Oeste  | Los Angeles FC         | Estados Unidos | 2022 |
| MLS Cup                | Los Angeles FC         | Estados Unidos | 2022 |
| MLS Conferencia Oeste  | Los Angeles FC         | Estados Unidos | 2023 |
| U.S. Open Cup          | Los Angeles FC         | Estados Unidos | 2024 |